# Joe Heck
Pour les articles homonymes, voir Heck.
Joseph John Heck, dit Joe Heck, né le 30 octobre 1961 à New York, est un homme politique américain, membre du Parti républicain et élu du Nevada à la Chambre des représentants des États-Unis de 2011 à 2017. Candidat au Sénat des États-Unis lors des élections de 2016 dans le Nevada, il est battu par la candidate du Parti démocrate, Catherine Cortez Masto.

## Biographie
Heck est né le 30 octobre 1961 dans le quartier new-yorkais de Jamaica dans le Queens. Après des études à l'université d'État de Pennsylvanie, puis au Philadelphia College of Osteopathic Medicine et à l'United States Army War College, il devient médecin. Il est également réserviste de l'armée américaine depuis 1991.
De 2004 à 2008, il est élu au Sénat du Nevada. Il y représente le 5e district du comté de Clark, qui inclut une partie d'Henderson. Il est battu en 2008 par Shirley Breeden (en), réunissant 45,81 % des voix contre 46,57 % pour la démocrate.
Lors de la vague républicaine de 2010, il est élu à la Chambre des représentants des États-Unis face à la démocrate sortante Dina Titus. Dans un district qui a voté pour Barack Obama en 2008, il remporte l'élection de justesse avec 48,1 % des voix contre 47,5 % pour Titus.
Heck est réélu en novembre 2012 alors qu'Obama remporte à nouveau le district lors de l'élection présidentielle qui se tient le même jour. Il obtient 50,4 % des voix contre 42,9 % pour le démocrate John Oceguera. Il est réélu pour un troisième mandat en 2014, réunissant 60,8 % des suffrages.
En 2016, il est candidat au Sénat des États-Unis pour succéder à Harry Reid. Il remporte facilement la primaire républicaine face à Sharron Angle, qui était la candidate républicaine six ans plus tôt. Lors de ces élections sénatoriales, il est vu comme la meilleure voire l'unique chance républicaine pour conquérir un siège détenu par les démocrates. Il perd néanmoins en novembre 2016 face à la démocrate Catherine Cortez Masto.

### Vie privée
Heck est marié à Lisa Mattiello, avec qui il a trois enfants : Monica, Chelsea et Joseph III. En juin 2013, il est contraint de s'excuser publiquement pour les tweets racistes et homophobes de son fils.